# Nati nel 1951/Novembre
| Questa pagina contiene informazioni ricavate automaticamente dalle voci biografiche con l'ausilio del template Bio e di un bot. L'aggiornamento è periodico e automatico e ricostruisce completamente la pagina. Se manca una persona in questa lista, sei pregato di non aggiungerla, ma accertati piuttosto che la sua voce biografica contenga il template Bio e che i dati anagrafici siano correttamente compilati. Se il template Bio manca, inseriscilo tu stesso o, in alternativa, metti l'avviso {{tmp\|Bio}} che ne segnala la mancanza. Se i dati riportati sono sbagliati, correggi direttamente la voce biografica; le modifiche saranno visibili in questa lista entro pochi giorni. Per chiarimenti vedi il progetto biografie. La lista contiene solo le 250 persone che sono citate nell'enciclopedia e per le quali è stato implementato correttamente il template Bio. Pagina aggiornata al 10 ago 2025. |

- 1º novembre - Ross Case, ex tennista australiano
- 1º novembre - Riccardo De Corato, politico italiano
- 1º novembre - Karl-Heinz Granitza, ex calciatore tedesco
- 1º novembre - Leopold Gruber, ex sciatore alpino austriaco
- 1º novembre - José Heredia Jiménez, allenatore di calcio e ex calciatore spagnolo
- 1º novembre - Fabrice Luchini, attore e umorista francese
- 1º novembre - Fernando Mamede, ex mezzofondista portoghese
- 1º novembre - Stelică Morcov, ex lottatore rumeno
- 1º novembre - Mike Speight, allenatore di calcio e ex calciatore inglese
- 2 novembre - Jean-Michel Aguirre, ex rugbista a 15 e allenatore di rugby a 15 francese
- 2 novembre - Jorge Andrew, ex tennista venezuelano
- 2 novembre - Victor Boistol, ex cestista francese
- 2 novembre - Stanislao Bozzi, ex calciatore e allenatore di calcio italiano
- 2 novembre - Alberto Cheli, cantautore italiano
- 2 novembre - Maura Fabbri, ex calciatrice italiana
- 2 novembre - Kathy Hammond, ex velocista statunitense
- 2 novembre - Gianpietro Maffoni, politico italiano
- 2 novembre - Bao Xishun, showman cinese
- 3 novembre - Me Me Lay, attrice birmana
- 3 novembre - José Santos Romero, allenatore di calcio e ex calciatore argentino
- 3 novembre - Loren Toews, ex giocatore di football americano statunitense
- 4 novembre - Traian Băsescu, politico rumeno
- 4 novembre - Cosey Fanni Tutti, artista, musicista e attrice britannica
- 4 novembre - Carlo Fugazza, karateka e maestro di karate italiano
- 4 novembre - Algimantas Liubinskas, allenatore di calcio e ex calciatore sovietico
- 4 novembre - Eugenio Torre, scacchista filippino
- 5 novembre - Mari Amachi, cantante giapponese
- 5 novembre - Tony Evers, politico statunitense
- 5 novembre - Elizabeth Kemp, attrice statunitense († 2017)
- 5 novembre - Vladimir Kiškun, ex astista sovietico
- 5 novembre - Bonnie MacBird, attrice, produttrice cinematografica e sceneggiatrice statunitense
- 5 novembre - Pierre Mankowski, ex calciatore e allenatore di calcio francese
- 5 novembre - Antolín Ortega, ex calciatore spagnolo
- 5 novembre - Hanns-Josef Ortheil, scrittore, sceneggiatore e germanista tedesco
- 5 novembre - Ettore Palmiro Pedroni, politico italiano
- 6 novembre - Germano Bollini, ex tiratore a segno sammarinese
- 6 novembre - Nigel Havers, attore e regista britannico
- 6 novembre - Roberto Porzia, bobbista italiano
- 6 novembre - Gerda de Ridder, ex cestista olandese
- 6 novembre - Miguel Sandoval, attore e regista statunitense
- 6 novembre - Adrian Webster, calciatore inglese († 2023)
- 7 novembre - Rick Allen, politico statunitense
- 7 novembre - Antonio Bonaldi, ex calciatore italiano
- 7 novembre - Barbara Czekalla, ex pallavolista tedesca
- 7 novembre - Giuseppe De Rosa, attore italiano
- 7 novembre - Anne Grethe Jensen, cavallerizza danese
- 7 novembre - Lawrence O'Donnell, giornalista, conduttore televisivo e autore televisivo statunitense
- 7 novembre - Jim O'Brien, ex cestista statunitense
- 7 novembre - Sorin Oprescu, politico rumeno
- 7 novembre - Stefan Sofijanski, politico bulgaro
- 7 novembre - Fernando Tirapu, calciatore spagnolo († 2018)
- 8 novembre - Gerald Alston, cantante statunitense
- 8 novembre - Alfredo Astiz, militare e criminale argentino
- 8 novembre - Michele De Lucchi, designer e architetto italiano
- 8 novembre - Marco Donadoni, autore di giochi italiano
- 8 novembre - Vittorio Ferracini, ex cestista italiano
- 8 novembre - Sándor Gujdár, ex calciatore ungherese
- 8 novembre - Wilbur Holland, cestista statunitense († 2022)
- 8 novembre - Win Myint, politico birmano
- 8 novembre - François Petit, attore francese
- 8 novembre - John Spike, storico dell'arte statunitense
- 8 novembre - Maureen Van Zandt, attrice statunitense
- 8 novembre - Ra'ad al-Hamdani, generale iracheno
- 9 novembre - Aleksandr Belov, cestista sovietico († 1978)
- 9 novembre - John Benfield, attore britannico († 2020)
- 9 novembre - Bianca Bianchini, politica italiana
- 9 novembre - Kristin Darnell, attrice e modella statunitense
- 9 novembre - Lou Ferrigno, attore e culturista statunitense.
- 9 novembre - Sandie Jones, cantante irlandese († 2019)
- 9 novembre - Peter Anthony Libasci, vescovo cattolico statunitense
- 9 novembre - Bill Mantlo, avvocato e fumettista statunitense
- 9 novembre - John H. Noseworthy, neurologo statunitense
- 9 novembre - Dragan Pantelić, calciatore jugoslavo († 2021)
- 9 novembre - Giuseppe Passuello, ciclista su strada italiano († 2020)
- 9 novembre - Annalisa Silvestro, infermiera e politica italiana
- 10 novembre - Jerry Baskerville, ex cestista statunitense
- 10 novembre - Alberto Bianchino, politico italiano
- 10 novembre - Enzo Escobar, ex calciatore cileno
- 10 novembre - Danilo Medina, politico e economista dominicano
- 10 novembre - Carlo Osellame, allenatore di calcio e ex calciatore italiano
- 10 novembre - Viktor Suchorukov, attore russo
- 10 novembre - Aleksandr Vinogradov, ex canoista sovietico
- 10 novembre - John Williamson, cestista statunitense († 1996)
- 11 novembre - Zoltán Bakó, ex canoista ungherese
- 11 novembre - Sebastian Francis, cardinale e vescovo cattolico malese
- 11 novembre - Pini Gershon, ex cestista, allenatore di pallacanestro e dirigente sportivo israeliano
- 11 novembre - Kevin Kunnert, ex cestista statunitense
- 11 novembre - Santo Liotta, politico italiano
- 11 novembre - Sergio Magistrelli, ex calciatore italiano
- 11 novembre - Bill Moseley, attore statunitense
- 11 novembre - Kim Peek, statunitense († 2009)
- 11 novembre - Fuzzy Zoeller, golfista statunitense
- 12 novembre - Billy Harris, cestista statunitense († 2010)
- 12 novembre - Niels Sørensen, ex calciatore danese
- 12 novembre - Mauro Tarchi, politico italiano
- 13 novembre - Bill Gibson, batterista e compositore statunitense
- 13 novembre - Francesco Greco, ex magistrato italiano
- 13 novembre - Gheorghe Mulțescu, allenatore di calcio e calciatore rumeno († 2024)
- 13 novembre - Farrukh Quraishi, dirigente sportivo e ex calciatore iraniano
- 13 novembre - Michele Saccomanno, politico italiano
- 14 novembre - Frankie Banali, batterista statunitense († 2020)
- 14 novembre - Alberto Barrion, zoologo e aracnologo filippino
- 14 novembre - Sandahl Bergman, attrice e ballerina statunitense
- 14 novembre - Stephen Bishop, cantante, chitarrista e attore statunitense
- 14 novembre - Zan Charisse, attrice statunitense
- 14 novembre - Marco Marchi, critico letterario italiano
- 14 novembre - Salote Mafile'o Pilolevu Tuita, principessa tongana
- 14 novembre - Francesco Taurisano, magistrato italiano
- 15 novembre - Aleksandr Bortnikov, generale e agente segreto russo
- 15 novembre - Judith Chapman, attrice statunitense
- 15 novembre - Beverly D'Angelo, attrice e cantante statunitense
- 15 novembre - Francesco Festuccia, giornalista e scrittore italiano
- 15 novembre - František Komňacký, allenatore di calcio e ex calciatore cecoslovacco
- 15 novembre - Bo Matthews, ex giocatore di football americano statunitense
- 15 novembre - Younes Megri, cantautore e attore marocchino
- 15 novembre - Mike Mentzer, culturista statunitense († 2001)
- 15 novembre - Richard Narita, attore statunitense
- 15 novembre - Michail Sokolovskij, ex calciatore e allenatore di calcio ucraino
- 15 novembre - Ellen Tauscher, politica statunitense († 2019)
- 15 novembre - José Vélez, cantante spagnolo
- 15 novembre - Victor Zvunka, dirigente sportivo, allenatore di calcio e ex calciatore francese
- 16 novembre - Mario Corradini, alpinista e scrittore italiano
- 16 novembre - Andy Dalton, ex rugbista a 15, allenatore di rugby a 15 e dirigente sportivo neozelandese
- 16 novembre - Piero Falchetta, saggista, letterato e traduttore italiano
- 16 novembre - Osvaldo Potente, ex calciatore argentino
- 16 novembre - Paula Vogel, drammaturga statunitense
- 17 novembre - Brent Carver, attore e cantante canadese († 2020)
- 17 novembre - Charlie Davis, ex giocatore di football americano statunitense
- 17 novembre - René Deutschmann, ex calciatore francese
- 17 novembre - Lorenzo Ferrero, compositore e librettista italiano
- 17 novembre - Tom Galati, ex calciatore statunitense
- 17 novembre - Tamás Kancsal, ex pentatleta ungherese
- 17 novembre - Czeslaw Kozon, vescovo cattolico danese
- 17 novembre - Marina Marchetto Aliprandi, politica italiana
- 17 novembre - Dean Paul Martin, cantante, attore e aviatore statunitense († 1987)
- 17 novembre - Stephen Root, attore e doppiatore statunitense
- 17 novembre - Jack Vettriano, pittore britannico († 2025)
- 17 novembre - Lazarus You Heung-sik, cardinale e arcivescovo cattolico sudcoreano
- 18 novembre - Mark Neil Brown, ex astronauta statunitense
- 18 novembre - Dudu Fisher, attore teatrale e cantante israeliano
- 18 novembre - Bill Hajt, ex hockeista su ghiaccio canadese
- 18 novembre - Bernd Jäger, ex ginnasta tedesco
- 18 novembre - Alan R. Moon, autore di giochi britannico
- 18 novembre - Davit Q'ipiani, calciatore e allenatore di calcio sovietico († 2001)
- 18 novembre - Justin Raimondo, scrittore statunitense († 2019)
- 18 novembre - Yoni Rechter, musicista, compositore e pianista israeliano
- 18 novembre - Heinrich Schiff, violoncellista e direttore d'orchestra austriaco († 2016)
- 18 novembre - Shoshana Zuboff, sociologa e saggista statunitense
- 18 novembre - Stjepan Čordaš, allenatore di calcio e ex calciatore croato
- 19 novembre - Zeenat Aman, modella e attrice indiana
- 19 novembre - Charles Falconer, barone Falconer di Thoroton, politico britannico
- 19 novembre - Gerhard Feige, vescovo cattolico e teologo tedesco
- 19 novembre - Bernardo Fort-Brescia, architetto e imprenditore peruviano
- 19 novembre - Mihai Ghimpu, politico moldavo
- 19 novembre - Panagiōtīs Lafazanīs, politico greco
- 19 novembre - Renato Micallef, cantante maltese
- 19 novembre - Ugo Morelli, saggista e psicologo italiano
- 19 novembre - Giuliano Poletti, politico italiano
- 19 novembre - Enrique Rodríguez, pugile spagnolo († 2022)
- 20 novembre - Summer Bartholomew, modella statunitense
- 20 novembre - Rodger Bumpass, attore e doppiatore statunitense
- 20 novembre - León Gieco, cantautore argentino
- 20 novembre - Ruggero Scandiuzzi, cantautore e musicista italiano
- 20 novembre - Aleksej Spiridonov, martellista sovietico († 1998)
- 20 novembre - Carol Tyler, fumettista statunitense
- 20 novembre - Jean-Louis Vacher, ex cestista francese
- 21 novembre - Cees Bal, ex ciclista su strada e pistard olandese
- 21 novembre - Elisabetta Dejana, biologa italiana
- 21 novembre - Reggie Garrett, ex giocatore di football americano statunitense
- 21 novembre - Gregory John Hartmayer, arcivescovo cattolico statunitense
- 21 novembre - John Neely Kennedy, politico statunitense
- 21 novembre - Bianca Maria Pirazzoli, attrice teatrale e regista teatrale italiana († 1998)
- 21 novembre - Guglielmo Spinello, ex pugile italiano
- 21 novembre - Tiziana Valpiana, politica italiana
- 22 novembre - Humberto Gatica, produttore discografico e tecnico del suono cileno
- 22 novembre - Bernd Herrmann, ex velocista tedesco
- 22 novembre - Chiara Longo, cestista italiana († 1995)
- 22 novembre - Kent Nagano, direttore d'orchestra statunitense
- 22 novembre - Lidia Semenova, scacchista ucraina († 2025)
- 22 novembre - Raffaello Vernacchia, allenatore di calcio e ex calciatore italiano
- 22 novembre - Gianfranco Vissani, cuoco, gastronomo e personaggio televisivo italiano
- 23 novembre - René Charrier, ex calciatore francese
- 23 novembre - Enrico Fierro, giornalista e scrittore italiano († 2021)
- 23 novembre - Maik Galakos, allenatore di calcio e ex calciatore greco
- 23 novembre - Aaron Norris, regista, produttore cinematografico e produttore televisivo statunitense
- 23 novembre - David Rappaport, attore inglese († 1990)
- 23 novembre - Clemente Rolón, ex calciatore paraguaiano
- 24 novembre - Chet Edwards, politico statunitense
- 24 novembre - Jurij Kondakov, ex pattinatore di velocità su ghiaccio sovietico
- 24 novembre - Maurizio Massaria, mafioso italiano († 1998)
- 24 novembre - Khalihenna Ould Errachid, politico marocchino
- 24 novembre - Graham Price, rugbista a 15 e ingegnere britannico
- 24 novembre - Rosi Speiser, ex sciatrice alpina tedesca
- 24 novembre - Jeffrey Swann, pianista statunitense
- 25 novembre - Patricia Bostrom, ex tennista statunitense
- 25 novembre - Leonid Černovec'kyj, politico e imprenditore ucraino
- 25 novembre - Mitja Gaspari, politico e economista sloveno
- 25 novembre - Felix Grucci, politico statunitense
- 25 novembre - Charlaine Harris, scrittrice statunitense
- 25 novembre - Eddie McMillan, ex giocatore di football americano statunitense
- 25 novembre - Arturo Pérez-Reverte, scrittore e giornalista spagnolo
- 25 novembre - Johnny Rep, ex calciatore olandese
- 25 novembre - Alan Rough, ex calciatore britannico
- 25 novembre - Dario Salvatori, giornalista, critico musicale e conduttore radiofonico italiano
- 25 novembre - Dean Tolson, ex cestista statunitense
- 25 novembre - Willie Young, ex calciatore scozzese
- 26 novembre - Victor Kodelja, ex calciatore canadese
- 26 novembre - Ilona Staller, ex attrice pornografica, cantante e politica ungherese
- 26 novembre - Sulejman Tihić, politico bosniaco († 2014)
- 27 novembre - Kathryn Bigelow, regista, sceneggiatrice e produttrice cinematografica statunitense
- 27 novembre - Dražen Dalipagić, cestista, allenatore di pallacanestro e dirigente sportivo jugoslavo († 2025)
- 27 novembre - Henry Dickerson, cestista e allenatore di pallacanestro statunitense († 2023)
- 27 novembre - Charles H. Eglee, regista e produttore televisivo statunitense
- 27 novembre - Vera Fischer, attrice brasiliana
- 27 novembre - Ivars Godmanis, politico lettone
- 27 novembre - Gunnar Graps, musicista estone († 2004)
- 27 novembre - Roberto Leal, cantante, musicista e showman portoghese († 2019)
- 27 novembre - Melinda Snodgrass, scrittrice e sceneggiatrice statunitense
- 27 novembre - Lorenzo Soria, giornalista e dirigente d'azienda italiano († 2020)
- 28 novembre - Carlo Cerciello, attore e regista italiano
- 28 novembre - Bobby Chacon, pugile statunitense († 2016)
- 28 novembre - Pier Paolo D'Attorre, storico e politico italiano († 1997)
- 28 novembre - Lanny Gordin, compositore, musicista e polistrumentista brasiliano († 2023)
- 28 novembre - Barbara Morgan, ex astronauta e insegnante statunitense
- 28 novembre - Mitsuyo Nagumo, ex sciatrice alpina giapponese
- 28 novembre - Hugo Pena, calciatore argentino († 1981)
- 29 novembre - Jean-Pierre Baert, ex ciclista su strada belga
- 29 novembre - Barry Goudreau, chitarrista statunitense
- 29 novembre - Brian Job, nuotatore statunitense († 2019)
- 29 novembre - Len Kosmalski, ex cestista statunitense
- 29 novembre - Tonie Marshall, attrice, sceneggiatrice e regista francese († 2020)
- 29 novembre - Pavol Michalík, ex calciatore cecoslovacco
- 29 novembre - Horacio Muratore, dirigente sportivo argentino
- 29 novembre - Guzmán Salazar, ex schermidore cubano
- 29 novembre - John Stagliano, attore pornografico, produttore cinematografico e regista statunitense
- 29 novembre - Roger Troutman, cantante e musicista statunitense († 1999)
- 30 novembre - Hubert Büchel, diplomatico liechtensteinese
- 30 novembre - Red Canzian, compositore, cantautore e polistrumentista italiano
- 30 novembre - Severino Cesari, giornalista e curatore editoriale italiano († 2017)
- 30 novembre - June Chadwick, attrice britannica
- 30 novembre - Susie Corrock, ex sciatrice alpina statunitense
- 30 novembre - José Ángel Egido, attore spagnolo
- 30 novembre - Franco Facchini, scrittore e poeta italiano († 2024)
- 30 novembre - Peter Feigl, ex tennista austriaco
- 30 novembre - Pepe Kalle, cantante della Repubblica Democratica del Congo († 1998)
- 30 novembre - Kyra Kyrklund, cavallerizza finlandese
- 30 novembre - Peter Pau, direttore della fotografia cinese
- 30 novembre - Peter Reichel, ex calciatore tedesco
- 30 novembre - Andrea Tidona, attore e doppiatore italiano
- 30 novembre - Bo Welch, scenografo e regista statunitense